# Hammarby Speedway
Hammarby IF Speedwayförening, i folkmun dagligt kallad Bajen Speedway var en speedwayklubb i Stockholm. Hammarby Speedway har sin hemmaarena på Gubbängens IP, i södra Stockholm. Klubbens ordförande och stora eldsjäl var Tommy Cederlund.
Andra Stockholmsklubbar som funnits är Eldarna, Monarkerna, Getingarna och Gamarna (Västra MK). Getingarna och Gamarna har tidigare gått ihop och bildat Stockholm United.

## Historik
Speedwaysportens kopplingar till Hammarby IF är många, från mitten av 1940-talet fram till 1969 kördes det regelbundet speedway på Kanalplan (Hammarby IP) på Södermalm. 
Från början av 1990-talet saknades det en Stockholmsklubb i Elitserien. Det var något som grundaren, eldsjälen, klubbens förste ordförande och allt-i-allo Gary Selan ändrade på 2004. Gary Selan engagerade tunga speedwaynamn som Torbjörn Harrysson och Kim Malmberg och grundade Hammarby Speedway. Med fokus på Stockholmsbaserade förare tog Hammarby Speedway speedwaysverige med storm och var på vippen att avancera till Elitserien redan första säsongen 2004. Istället vann Hammarby Speedway Allsvenskan i överlägsen stil 2005 och blev uppflyttat till Elitserien. 
Första året i Elitserien blev ingen jättestor hit, utan Hammarby slutade på åttonde plats endast några få poäng före Rospiggarna. 2007 slutade laget på andra plats i Elitseriens grundomgång och tog brons efter slutspel. Efter en lovande start på säsongen 2008 tappade Hammarby Speedway under andra halvan av säsongen och slutade på åttonde plats i Elitserien 2008. Efter säsongen valde klubben att dra sig ur Elitserien, i stället körde man säsongen 2009 och 2010 i Allsvenskan som man vann samma år och 2011 gick laget åter upp i Elitserien. 2017 revs Hammarbys hemmaplan Gubbängen och i och med det så upplöstes Bajens Speedwaylag

## 2012 års trupp
| Förare             | Född | Ingångssnitt | Värvad |
| ------------------ | ---- | ------------ | ------ |
| Tomasz Gollob      | 1971 | 2,013        | 2011   |
| Grzegorz Walasek   | 1976 | 1,878        | 2011   |
| Adrian Miedzinski  | 1985 | 1,554        | 2012   |
| Troy Batchelor     | 1987 | 1,545        | 2012   |
| Magnus Zetterström | 1971 | 1,494        | 2010   |
| Rory Schlein       | 1991 | 1,353        | 2011   |
| Dennis Andersson   | 1991 | 1,140        | 2012   |
| Christian Agö      | 1990 | 0,500        | 2012   |

## 2011 års trupp
- Alexander Edberg
- Robert Kosciecha
- Tomasz Gollob Lagkapten
- Renat Gafurov
- Andrej Karpov
- Magnus Zetterström
- Simon Stead
- Grzegorz Walasek

Gästförare:
- Andreas Messing
- Freddy Godlund
- Henrik Karlsson